# Eristena orthoteles
Eristena orthoteles là một loài bướm đêm trong họ Crambidae.